# Лаура Опря
Лаура Опря (рум. Laura Oprea, нар. 19 лютого 1994, Нісіпорешть, Нямц, Румунія) — румунська веслувальниця, бронзова призерка Олімпійських ігор 2016 року, триразова чемпіонка Європи.

## Виступи на Олімпіадах
| Олімпіада | Дисципліна                      | Місце |
| --------- | ------------------------------- | ----- |
| Ріо 2016  | двійка розстібна без стернового | 9     |
| Ріо 2016  | вісімка розстібна зі стерновим  | 3     |

## Зовнішні посилання
- Профіль [Архівовано 12 січня 2021 у Wayback Machine.] на сайті FISA.

1. ↑  Laura Oprea